# Carl Christian Laurentius Birch
Carl Christian Laurentius Birch (1753-1808) var en dansk præst. 

## Biografi
Han blev født i København 15. Februar 1753 og 
var en ældre bror til den ovenfor omtalte biskop 
Andreas Birch. I året 1769 blev han student og 3 år 
efter teologisk kandidat. 1773 blev han dekan ved 
Kommunitetet, 1775 sognepræst for Brahetrolleborg og 
Krarup menigheder på Fyn, og efter at have virket dér i 
25 år blev han kaldet til sognepræst i Assens, hvor 
han døde 25. april 1808, «almindelig agtet baade som 
Sjælesørger og Omgangsven». Foruden nogle opbyggelige 
skrifter har han skrevet en latinsk 
afhandling om flere steder hos kirkefaderen 
Tertullianus, for hvilken han 1790 vandt den 
teologiske doktorgrad. I året 1777 ægtede han 
Eleonore Hedvig Seidelin (d. 1814), datter af præsten 
David Frederiksen Seidelin i Gamtofte, og med hende havde 
han 11 børn, af hvilke datteren Charlotte Marie blev 
gift med sin farbroder, biskoppen.
Datteren Antoinette Thomasine blev gift med Michael Frederik Liebenberg i dennes andet ægteskab.
Sønnen David Seidelin Birch blev selv præst.